# Ticklerton
 (août 2024).
Ticklerton est un village du Shropshire, en Angleterre.